# 廉長
廉長（586年—648年），新羅真德女王時代的貴族、大等，和白會議成員。
正史對其人的記載，僅有《三國遺事》提及他曾參與南山亏知岩的和白會議。然而真偽存疑的筆記式古書《花郎世記》中，記載廉長為天柱公之子，母親是知道夫人，金龍春是其同母異父的兄長。《花郎世紀》形容他「好風采，善言辭，有御衆承上之才」、「儉身而富」，深得知道夫人喜愛。他與寶宗、虎林、庾信均為花郎，且交情非淺。後來他成為第17代風月主，在伊湌柒宿之亂中，支持公主德曼（後來的善德女王），善德女王即位後論功行賞，進入令調府。